# Silba schachti
Silba schachti är en tvåvingeart som beskrevs av Macgowan 2004. Silba schachti ingår i släktet Silba och familjen stjärtflugor.
Artens utbredningsområde är Taiwan. Inga underarter finns listade i Catalogue of Life.